# Pühajärv
Pühajärv är en sjö i Estland. Den ligger i Otepää kommun i landskapet Valgamaa, i den södra delen av landet, 190 km sydost om huvudstaden Tallinn. Arean är 2,9 kvadratkilometer. Pühajärv ligger 115 meter över havet och den avvattnas av Väike Emajõgi.
Pühajärv ligger 2 km sydväst om staden Otepää och runt sjön ligger byarna Sihva, Pühajärve och Nüpli. Trakten ingår i den hemiboreala klimatzonen. Årsmedeltemperaturen i trakten är 3 °C. Den varmaste månaden är juli, då medeltemperaturen är 18 °C, och den kallaste är februari, med −11 °C.